# Hermatobates lingyangjiaoensis
Hermatobates lingyangjiaoensis — вид клопів родини Hermatobatidae.

## Поширення
Ендемік Китаю. Виявлений на кораловому рифі Лінгян Цзяо в Південно-Китайському морі піденніше острова Хайнань.

## Опис
Тіло завдовжки 3,2-3,9 мм, завширшки 1,2-1,9 мм. Тіло чорного забарвлення, крім двох ділянок білого кольору на поперечному шві. Антена темно-коричнева, лише біля основи жовтувато-коричнева. Генітальні сегменти блискучі, коричневі або темно-коричневі.

## Спосіб життя
Живе серед коралових рифів. Під час припливу, коли риф затоплюється, ховається у норах із запасом повітря. Під час денного відпливу, коли риф оголяється, комаха виповзає на поверхню в пошуках поживи. Полює на дрібних членистоногих.